# World Professional Billiards and Snooker Association
A World Professional Billiards and Snooker Association (WPBSA, também conhecida como World Snooker Association ou simplesmente World Snooker como abreviatura) é a instituição internacional de regulação do snooker e bilhar inglês. Não regula o bilhar.
Foi fundada em 1968 como "Professional Billiard Players' Association". A subsidiária "World Snooker" é responsável pela gestão e administração dos circuitos pontuáveis para o ranking mundial. A WPSBA também tem responsabilidades na organização de eventos por convite como o Masters. A sede é em Bristol, Inglaterra.
Este organismo tem sido muito criticado nos últimos tempos. John Higgins foi particularmente assertivo nas críticas de que a World Snooker não tem feito muito pela promoção do snooker em novos locais, particularmente na Europa Oriental. A rival World Series of Snooker foi lançada como consórcio por várias pessoas, incluindo Higgins em 2008.